# Aharon Katzir
Aharon Katzir, també conegut com a Aharon Katzir-Katchalsky, (Łódź, 15 de setembre de 1914 – Lod, 30 de maig de 1972) fou un científic israelià, pioner en l'estudi de l'electroquímica del biopolímer. Fou assassinat a la massacre de l'aeroport de Lod de 1972.

## Biografia
Nascut l'any 1914 a Łódź, Polònia, emigrà a Palestina el 1925, on impartí lliçons a la Universitat Hebrea de Jerusalem. Allà, adoptà el cognom hebreu de "Katzir". Fou membre facultatiu de l'Institut de Ciències Weizmann, a Rehovot, Israel, així com al departament de física i biofísica mèdica de la Universitat de Califòrnia a Berkeley.
L'any 1972 fou assassinat en l'atemptat a l'aeroport de Lod (actual aeroport Internacional Ben Gurion), en el que 26 persones foren assassinades i 80 ferides. El seu germà, Efràyim Qatsir, esdevingué President d'Israel l'any 1973.

## Premis i honors
- L'any 1961 fou guardonat amb el Premi Israel en ciències vives, juntament amb el seu alumne Ora Kedem.[3]
- L'Estat d'Israel emeté un segell postal en memòria seva.
- El cràter lunar Katchalsky s'anomena així en honor seu.
- El seu fill Avrahm, un professor de física, organitza una sèrie de lliçons hebrees a la Universitat de Tel-Aviv en memòria del seu pare. S'anomena "A la cruïlla de la Revolució" (BeKur HaMahapecha), al·ludint al popular llibre que Katzir escrigué sobre el progrés científic. Algunes de les lliçons han estat impartides per premis Nobel com Daniel Kahneman, Aaron Ciechanover o el filòsof Hilary Putnam.[4]
- Un dels centres de l'Institut de Ciències Weizmann rep el seu nom.[5]
- Un programa acadèmic del Ministeri de Defensa d'Israel rep el seu nom.

## Obres
- Nonequilibrium Thermodynamics in Biophysics, Harvard University Press, 1965, (amb Peter F. Curran).